# 맹지상
후촉 고조 맹지상(後蜀高祖 孟知祥, 874년 5월 10일(음력 4월 21일) ~ 934년 9월 7일(음력 7월 26일))은 오대십국 시대 후촉의 개국군주이자 초대 황제로, 자는 보윤(保胤)이며 형주 용강현(龍岡縣) 사람이다. 그는 당초 후당의 장군이었으며, 후당의 개국 황제 장종 이존욱의 큰누나 또는 사촌과 결혼하였고, 장종의 전촉 원정 이후에는 서천절도사(西川節度使, 본부는 지금의 쓰촨성 청두시)를 지냈으나, 장종 사후 장종의 의형이자 후계자인 명종 이사원과 소원해졌다. 나중에는 명종의 추밀사(樞密使) 안중회의 비난이 두려워서, 동천절도사(東川節度使, 본부는 지금의 쓰촨성 몐양 시) 동장과 결탁하여 반란을 일으켰다. 이후 맹・동 연합군은 그들을 진압하려는 후당의 시도를 물리칠 수 있었고, 맹지상은 나중에 동장을 격파하고 동장의 영토까지 자신의 지배하에 편입시켰다. 명종 연간의 남은 기간에 명종의 명목상의 신하가 된 후, 그는 934년 후촉을 세우고 자신의 영지를 독립국으로 선포하였다.

## 생애
후촉이 건국되기 이전 촉지역은 전촉이 지배하고 있었으나, 내부의 부패가 심해 925년 후당의 장종(莊宗:이존욱)에 의해 멸망당했다. 그러고 나서 이 땅의 통치를 위임받은 이가 후촉의 시조인 맹지상이었다.
그 후 후당에서는 장종이 살해당하고 명종(明宗:이사원)이 옹립되었다. 명종은 촉에 있던 맹지상에 대해 경계심을 품고 그를 억제하려는 움직임을 보였다. 이에 반발한 맹지상은 930년 거병하여 후당군을 촉에서 몰아내고, 932년까지 촉의 전역을 장악했다. 이쯤되자 명종도 맹지상을 완전히 지배하에 두는 것이 어렵다는 것을 알고 회유책으로 전환하여 933년 맹지상을 촉왕에 봉하였다. 다음 해 명종이 죽자 맹지상도 완전히 자립하여 황제의 자리에 오르나 같은 해 사망했다.
그 후 맹지상의 3남 맹창(孟昶)이 제위를 이었다.

### 생애 초반

#### 가세(家世)
맹지상은 당 의종 연간의 874년에 태어났다. 그의 집안은 형주 출신으로, 그의 할아버지 맹찰(孟察)과 아버지 맹도(孟道)를 비롯한 그의 조상들은 수대에 걸쳐 형주에서 장교를 지냈다. 그의 백부 맹방립은 당나라 말에 형주가 속해 있던 소의군(昭義軍, 본부는 지금의 산서성 장치시에 있었다)절도사가 되었고, 나중에는 882년에 군부를 노주에서 형주로 이전하여, 883년 두쪽으로 번진(藩鎭)의 분열을 이끈 반란을 촉발시켰다.
이후 889년 맹방립이 자살하자, 그의 동생(맹지상의 삼촌) 맹천(孟遷)이 뒤를 이었고, 맹천은 890년 자신이 통제하던 소의군의 일부 지역을 대군벌 하동절도사 이극용에게 바치고 투항하였다. 후에 이극용은 899년 맹천에게 (재통합된) 소의군의 지휘권을 되돌려줬다. 하지만 901년 소의군이 이극용의 숙적 선무군(宣武軍, 본부는 지금의 하남성 개봉시에 있었다)절도사 주전충에게 공격받자, 맹천은 주전충에게 번진을 바치고 투항하였다.

#### 초창기의 경력
맹지상의 아버지 맹도는 이극용을 계속 섬겼으나, 하동군 내에서 두각을 드러내지는 못했다. 하지만, 맹지상의 재능에 감동한 이극용은 자신의 큰딸을 맹지상과 결혼시켜 주었다. (맹지상의 여동생은 나중에 이극용의 다른 동생 이극녕과 결혼하였다.) 그 후, 맹지상은 하동군 교련사(敎練使)가 되었다.

## 가족 관계

### 부모
- 조부 : 추존황제 세조(世祖) 맹찰(孟察)
- 부친 : 추존황제 현종(顯宗) 맹도(孟道)

### 형제
- 여동생：맹씨(孟氏) - 이극용의 동생 이극녕과 결혼하였다. 후에 이극녕에게 이존욱을 제거하려는 음모가 실패하여 이극녕이 처형되자, 맹지상이 있는 곳으로 되돌려 보내졌다고 한다.

### 후비
| 봉호       | 시호 | 이름(성씨) | 별칭                                                                         | 재위년도 | 생몰년도      | 비고                   |
| ---------- | ---- | ---------- | ---------------------------------------------------------------------------- | -------- | ------------- | ---------------------- |
| 황후(皇后) |      | 이씨(李氏) | 경화장공주(瓊華長公主) 복경장공주(福慶長公主) 진국옹순장공주(晉國雍順長公主) | (추존)   | 873년 ~ 932년 | 후촉 건국 후 황후 추존 |
| 귀비(貴妃) |      | 이씨(李氏) | 황태후(皇太后)                                                               | (추존)   | ? ~ 965년     |                        |

### 황자
| - | 봉호           | 시호       | 이름                      | 생몰년도      | 생모      | 별칭                                                                  | 비고                             |
| - | -------------- | ---------- | ------------------------- | ------------- | --------- | --------------------------------------------------------------------- | -------------------------------- |
| 1 |                |            | 맹이범(孟貽範)            |               | 황후 이씨 |                                                                       | 이황후 능비의 기록으로만 전해짐. |
| 2 |                |            | 맹이옹(孟貽邕)            |               | 황후 이씨 |                                                                       | 이황후 능비의 기록으로만 전해짐. |
| 3 |                |            | 맹이구(孟貽矩)            |               |           | 팽주자사(彭州刺史)                                                    | 맹지상 능비 기록으로만 전해짐.   |
| 4 | 연왕(燕王)     |            | 맹이업(孟貽鄴)            |               |           | 좌우뇌성도지휘사(左右牢城都持揮使) 봉란숙위도지휘사(奉鑾肅衛都持揮使) | 맹지상 능비 기록으로만 전해짐.   |
| 5 | 황태자(皇太子) |            | 맹인찬(孟仁贊) 맹창(孟昶) | 919년 ~ 965년 | 귀비 이씨 |                                                                       |                                  |
| 6 | 기왕(夔王)     | 공효(恭孝) | 맹인의(孟仁毅)            | ? ~ 955년     |           |                                                                       |                                  |
| 7 | 아왕(雅王)     |            | 맹인지(孟仁贄)            | 927년 ~ 971년 |           |                                                                       |                                  |
| 8 | 팽왕(彭王)     |            | 맹인유(孟仁裕)            | 928년 ~ 970년 |           |                                                                       |                                  |
| 9 | 가왕(嘉王)     |            | 맹인조(孟仁操)            | ? ~ 986년     |           |                                                                       |                                  |

### 황녀
| - | 봉호(공주)         | 시호 | 이름 | 생몰년도 | 생모 | 별칭               | 비고 |
| - | ------------------ | ---- | ---- | -------- | ---- | ------------------ | ---- |
| 1 | 숭화공주(崇華公主) |      |      |          |      | 포국공주(褒國公主) |      |
| 2 | 옥청공주(玉淸公主) |      |      |          |      |                    |      |
| 3 | 금선공주(金仙公主) |      |      |          |      |                    |      |
| 4 | 난영공주(蘭英公主) |      |      |          |      |                    |      |

## 맹지상을 섬긴 사람들
- 고언주
- 무장
- 반인사
- 방복성
- 왕언수
- 왕처회
- 이봉건
- 이연괴
- 이인한
- 이정규
- 이정후
- 이조
- 이호
- 장공탁
- 장지업 → 장업
- 조계량
- 조정은
- 초언빈
- 후홍실

## 출전, 주해 및 참고 자료
1. ↑  《자치통감》, 권278.
2. 1 2 3  《자치통감》, 권279.
3. 1 2 3  《십국춘추》, 권48.
4. 1 2  《신오대사》・《자치통감》・《십국춘추》등과 같은 많은 역사 기록에서는 맹지상의 아내가 이극용의 동생 이극양의 딸로 나타나 있는 반면, 그녀의 묘지에는 이극용과 정간황태후 조씨 소생의 딸로 나타나 있다.
5. ↑  《구오대사》, 권136.
6. ↑  《자치통감》, 권255.
7. ↑  《자치통감》, 권258.
8. 1 2  《자치통감》, 권261.
9. 1 2 3  《신오대사》, 권64.

| 전임 (초대) | 제1대 후촉의 황제 934년 | 후임 맹창 |